# Musculus abductor digiti minimi (Fuß)
Der  Musculus abductor digiti minimi (lateinisch für „Kleinzehenabzieher“) ist ein Skelettmuskel des Fußes. Er entspringt am Fersenbeinhöcker (Processus lateralis tuberis calcanei) und der Fußsohlensehnenplatte (Aponeurosis plantaris) und setzt an der Basis des Grundgliedes der Kleinzehe und der Tuberositas ossis metatarsalis V an.
Der Muskel spreizt die Kleinzehe nach außen ab (Abduktion) und beugt sie im Grundgelenk. Der Musculus abductor digiti minimi wird durch einen Ast des Nervus plantaris lateralis innerviert. Dieser Ast wird auch als Nervus calcaneus inferior bzw. nach seinem Erstbeschreiber auch Baxter-Nerv bezeichnet. Er kann von einem Nervenkompressionssyndrom, der Baxter-Neuropathie, betroffen sein.